# 行政争訟
行政争訟（ぎょうせいそうしょう、ドイツ語: Verwaltungsstreitverfahren）とは、行政法上の法律関係について当事者間に争いがある場合に、当事者双方の意見を聴いた後にその争いを判断して決定・宣告する手続をいう。

## 概観
大別して以下の2つに分けられる。
- 行政上の不服申立て（行政権による審判）
- 行政訴訟（司法権による審判）

前者のみを「（狭義の）行政争訟」と呼ぶ場合がある。なお、「行政争訟」の用語法は必ずしも一定しておらず、裁断機関が裁判所であると行政機関であるとを問わず両者を含む上位概念として「行政上の争訟」という語を用い、「行政争訟」を行政機関が裁断する場合に限定し、裁判所が裁断するものを「行政事件訴訟」とする用語例がある。これに対して、「行政争訟」を上位概念として用い、裁判所が行うものを「行政訴訟」、行政機関が行うものを「行政審判」と称することがある。
それぞれの制度については、下記の法律がある。具体的な制度については各項目を参照のこと。
- 行政不服審査法（行政上の不服申立ての一般法）
- 行政事件訴訟法（行政訴訟の一般法）

## 行政争訟の性質
ある法律関係の存在又は形成に関して争いがある場合に、その争いについて権威ある判断を請求する行為を「争訟の提起」といい、争訟の提起が権利として認められる場合に、公の権力をもってその争いを判断し、決定する行為を「裁判」（広義）という。争訟の提起から裁判の確定に至るまでの全ての行為を総括して、「争訟手続」、又は単に「争訟」という。民事訴訟がその代表例であり、私法上の法律関係の存在又は形成について争いがある場合に、当事者から裁判所に対して争いの判断を請求し、裁判所が当事者双方の陳述を聴いた後、何が正しい法であるかを判断し、宣告する手続である。
もっとも、真に争いがある場合でなくとも、決定を慎重にし、なるべく判断を誤らないために、手続上のみ争訟の手続を取り、反対の意見を代表する双方の当事者に互いにその主張を争わせ、双方の主張を聴いた後にこれを決定することがある。これを「形式上の争訟」といい、刑事訴訟の第一審がその代表例である。刑事訴訟は、民事訴訟とは異なり、双方の当事者の間に権利の争いがあるのではなく、国家が被告人に対して刑罰を科す手続として、一方には検察官と、一方には被告人及びその弁護人とを対立させ、検察官から訴えを提起させ、裁判所は双方の主張を聴いた後に、犯罪事実を認定するとともに、これに相当すべき刑罰を判断し、宣告する。
広く争訟といえば、「実質上の争訟」のほかに、「形式上の争訟」をも包含する。それは、もっぱら手続による観念であって、争いの手続をもってすることがその観念の中心要素をなす。その行為の性質からいえば、争訟の裁決又は判決も他の国家行為と性質を異にするものではなく、確認行為、形成行為又は下命行為であるものが争いの手続をもって行われる場合には、それは争訟であり、そうでない場合には、普通の行政行為である。例えば、刑の宣告であっても、警察署長が即決処分によって刑を宣告するのは争いの手続をもってしないため争訟ではないが、正式裁判の申立てがあって裁判所で刑の宣告をするのは争訟である。
争訟には、始審的争訟（Streitverfahren a priori）と覆審的争訟（Streitverfahren a posteriori）との区別がある。始審的争訟は、ある法律関係について、初めてこれを決定するためにする争訟をいい、覆審的争訟は、ある法律関係がすでに一度決定された後にその決定の当否に争いある場合に、その再審査のためにする争訟である。
また、争訟には、正式の訴訟とそうでないものとの区別がある。「訴訟」は、争訟の中で特別な要件を備えているものを意味し、その要件は、（1）職務上完全な独立を有し、国務大臣の指揮を受けない機関によって争いの判断が行われることと、（2）判断を与えるに先立ち、相争う双方の当事者に口頭弁論をさせることができることである。したがって、判断をなす機関が独立の地位を有するものではなく、又はその審理に口頭弁論を要件とせず書面審理とする場合は、争訟の性質を有するものであっても、訴訟又は裁判と称しないことを例とする。
行政争訟とは、行政法上の法律関係に関する争訟をいう。民事又は刑事については、第一審から常に訴訟手続をもって行われ、民事訴訟又は刑事訴訟の第一審は、始審的争訟としての性質を有し、控訴審又は上告審は覆審的争訟としての性質を有する。これに対して、行政事件においては、第一審の判決に相当する行政行為は、争訟の手続を用いず、単に行政庁の職権をもって行われる。ただ、その行為に不服のある者が、法令の特別の定めがある場合に、その再審査を要求するために、争訟を提起し得ることが認められているのにとどまるのを通常とする。すなわち、行政争訟は、通常は覆審的争訟に限られており、民事訴訟と比較すれば、控訴又は抗告に相当する。これは、ある行政庁の処分（行政行為）が行われたことを前提とし、その処分を違法又は不当であるとする者が、抗告してその再審理を要求するものである。その方法は、裁判所のように完全に独立の地位を有しない行政庁に対して争訟を提起する場合もあれば、普通の行政官庁とは区別された裁判所のような独立の地位を有する特別の機関が設置されて、これに争訟を提起すべきものとされている場合もある。前者は、「異議の申立て」、「訴願」、「裁決の具申」、「審査の請求」などと名称がまちまちであり、後者は「行政訴訟」という。すなわち、行政上の覆審的争訟は、訴願と行政訴訟の二種に区別される。
第一次的な行政行為についても、行政庁の職権によってすることを認めず、争訟の提起を前提として、関係者双方の意見を聴いた後に初めてすることができるものとしていることがある。この場合の行政争訟は、第一審においては始審的争訟であり、これを「裁決の申請」と称する。裁決の申請については、一般法の定めがなく、個々の法律に散在して規定されているだけで、個別的に定められている特殊の事件についてのみすることができる。その名称においては、必ずしも常に「裁決の申請」と称されているのではなく、「決定又は裁決に付す」、「裁定に付す」ということがあるほか、訴願又は行政訴訟ということもある。法律がいかなる名称を用いているものであっても、公法上の事件に関する始審的争訟の性質を有するものは、裁決の申請に該当する。他方、法律が裁決又は裁定の申請と称しているものであっても、例えば恩給権者が恩給局長に対して裁定を申請するのは単純な行政行為の出願であって、争訟の性質を有するものではなく、また、恩給局長の裁定に不服がある者がさらに恩給局長の裁決を具申できるものとされているのは、覆審的争訟であって、訴願に該当する。